# Alloxacis hoodi
Alloxacis hoodi là một loài bọ cánh cứng trong họ Oedemeridae. Loài này được Van Dyke miêu tả khoa học năm 1953.